# Улица Шкулёва
Улица Шкулёва , (с 1937 по 1978 гг. — 4-я улица Текстильщиков) — улица московского района Текстильщики Юго-Восточного административного округа, соединяющая Люблинскую улицу и Волжский бульвар. Одной своей стороной она через Парк имени Шкулева, территории Дворца пионеров и ГКБ #68 примыкает к обширному (в длину около километра) Люблинскому пруду, который является границей между районами Текстильщики и Люблино.
Улица частично является односторонней для движения транспорта (от Люблинской улицы до улицы Малышева к Волжскому бульвару), на остальной части с 2020 г. движение двустороннее.

## История
Название своё получила в 1978 году, когда «номерные» улицы микрорайона Текстильщики были частично переименованы (ранее — как в Нью-Йорке — все улицы микрорайона назывались порядковыми прилагательными: «Первая улица Текстильщиков» и т. д.; всего их было одиннадцать или двенадцать; сейчас остались непереименованными «Первая», «Седьмая», «Восьмая», «Десятая» и «Одиннадцатая»).
Ранее улица называлась «Четвёртая улица Текстильщиков». Она является пятой (и последней) перпендикулярной улицей района по отношению к Люблинской улице, если вести счёт от железнодорожной станции «Текстильщики» (одноимённая станция метро появилась только в конце 1960-х гг.). Первой по счёту от метро остаётся «Одиннадцатая улица», располагающаяся сразу за спортивным комплексом «Москвич» и прудом «Садки». Далее идут «Первая», «Юных Ленинцев» — бывшая «Вторая», «Чистова» — бывшая «Третья». «Пятая улица» и следующие по возрастанию располагались параллельно Люблинской улице или пересекали микрорайон по диагонали.
Улица была названа в честь Филиппа Степановича Шкулёва, пролетарского поэта, автора слов известной в революционное время песни «Мы кузнецы». Он родился в 1868 году в деревне Печатники Московской губернии (ныне район ЮВАО), умер в 1930 году в Москве. Название было перенесено с более старой улицы, находившейся южнее, в районе Люблинского парка.

## Транспорт
Автобусы:
- 228, С4 — по всей длине улицы.
- Вч — от Люблинской улицы до 7-й улицы Текстильщиков.
- С9 — от 7-й улицы Текстильщиков до Волжского бульвара.